# Larry Levan
Larry Levan (eigentlich Lawrence Philpot; * 20. Juli 1954 Brooklyn, New York; † 8. November 1992 ebenda) war ein US-amerikanischer DJ und Musikproduzent.
Levan gilt als Pionier der modernen Disco-, House- und Garage-Szene.
Zusammen mit Frankie Knuckles kam Larry Levan als Teenager in Kontakt zur aufkeimenden Disco- und Dance-Szene der frühen 1970er Jahre. Levan und Knuckles halfen in The Gallery und von 1972 bis 1976 auch im Continental Baths, wo sie ihre Fertigkeiten als DJs ausbauen konnten. Im Jahr 1977 gründete Levan zusammen mit Michael Brody und Mel Cheren, dem Mitinhaber von West End Records, den New Yorker Nachtclub Paradise Garage, in dem er zehn Jahre als DJ tätig war. Der Club gilt als Prototyp der heutigen Diskotheken, da hier zum ersten Mal der individuelle DJ als Klangkünstler und das Tanzen im Mittelpunkt standen. Levan beendete seine DJ-Sets in der Paradise Garage oft mit Manuel Göttschings Track E2-E4 und verhalf dem bis dahin nur Göttsching-Fans bekannten Stück zu neuer Popularität.
In den folgenden Jahren veröffentlicht Larry Levan mehrere erfolgreiche Remixes, unter anderem von Taana Gardners Heartbeat. Am 26. September 1987 schloss das Paradise Garage, da Michael Brody schwer an AIDS erkrankt war. Levan hatte zunächst Schwierigkeiten, in einem anderen Club Fuß zu fassen, bis er 1990 gebeten wurde, das Soundsystem im Ministry of Sound zu entwerfen und einzurichten.
Nach seiner Harmony Tour durch Japan starb Larry Levan 1992 im Alter von 38 Jahren an den Folgen einer Endokarditis.
Im September 2004 wurde er für seine außergewöhnlichen Leistungen und Errungenschaften als DJ in die Dance Music Hall of Fame aufgenommen.